# Шатонёф-сюр-Шер (кантон)
Шатонёф-сюр-Шер (фр. Châteauneuf-sur-Cher) — кантон во Франции, находится в регионе Центр, департамент Шер. Входит в состав округа Сент-Аман-Монтрон.
Код INSEE кантона — 1810. Всего в кантон Шатонёф-сюр-Шер входят 11 коммун, из них главной коммуной является Шатонёф-сюр-Шер.

## Коммуны кантона
| Коммуна          | Население, чел. (1999) | Почтовый индекс | Код INSEE |
| ---------------- | ---------------------- | --------------- | --------- |
| Вальне           | 709                    | 18190           | 18270     |
| Венем            | 739                    | 18190           | 18273     |
| Коркуа           | 207                    | 18190           | 18073     |
| Крезансе-сюр-Шер | 56                     | 18190           | 18078     |
| Сен-Лу-де-Шом    | 277                    | 18190           | 18221     |
| Сен-Симфорьен    | 105                    | 18190           | 18236     |
| Серрюэль         | 58                     | 18190           | 18250     |
| Шаван            | 164                    | 18190           | 18063     |
| Шамбон           | 134                    | 18190           | 18046     |
| Шатонёф-сюр-Шер  | 1 614                  | 18190           | 18058     |
| Юзе-ле-Венон     | 395                    | 18190           | 18268     |

## Население
Население кантона на 1999 год составляло 4 458 человек.
| 1962  | 1968  | 1975  | 1982  | 1990  | 1999  | 2006 | 2007 |
| ----- | ----- | ----- | ----- | ----- | ----- | ---- | ---- |
| 4 699 | 5 044 | 4 939 | 4 554 | 4 631 | 4 458 | -    | -    |